# Townsend (Tennessee)
Townsend es una ciudad ubicada en el condado de Blount en el estado estadounidense de Tennessee. En el Censo de 2010 tenía una población de 448 habitantes y una densidad poblacional de 79,9 personas por km².

## Geografía
Townsend se encuentra ubicada en las coordenadas 35°40′33″N 83°45′9″O / 35.67583, -83.75250. Según la Oficina del Censo de los Estados Unidos, Townsend tiene una superficie total de 5.61 km², de la cual 5.61 km² corresponden a tierra firme y (0%) 0 km² es agua.

## Demografía
Según el censo de 2010, había 448 personas residiendo en Townsend. La densidad de población era de 79,9 hab./km². De los 448 habitantes, Townsend estaba compuesto por el 95.98% blancos, el 0.45% eran afroamericanos, el 0.22% eran amerindios, el 0.22% eran asiáticos, el 0% eran isleños del Pacífico, el 0.45% eran de otras razas y el 2.68% pertenecían a dos o más razas. Del total de la población el 0.67% eran hispanos o latinos de cualquier raza.